# Gastarbeiter

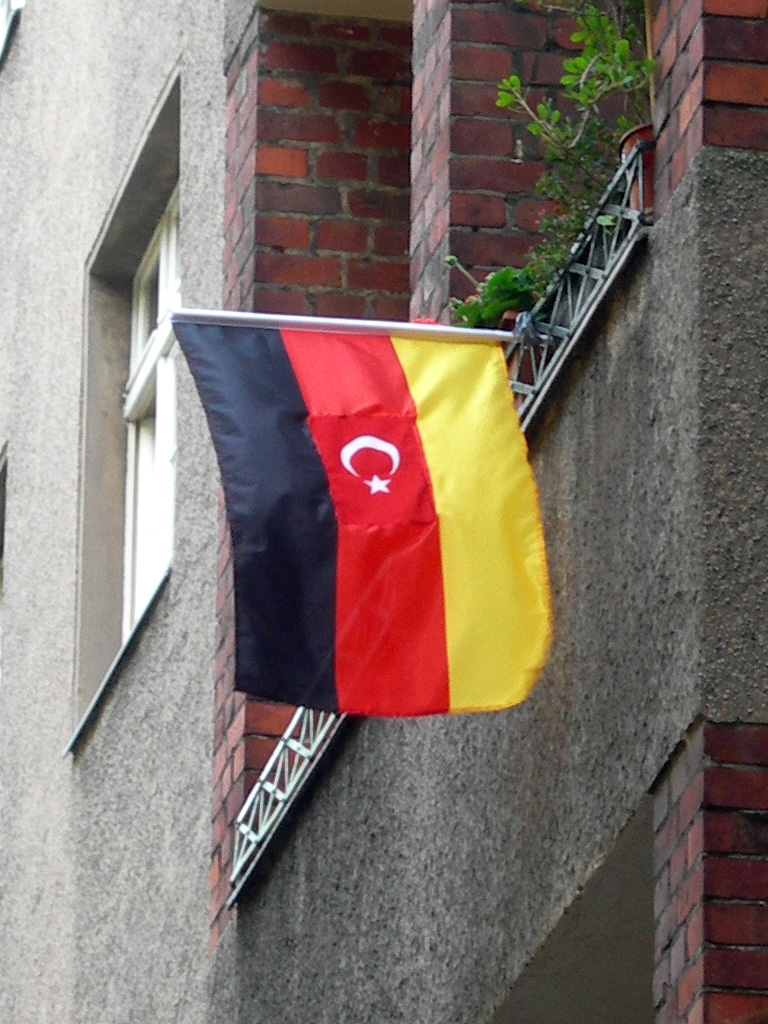
Fusió de la bandera alemanya amb la turca en una balconada de Berlín.

Es coneix amb el nom de  Gastarbeiter (?·pàg.) ('treballadors convidats' en alemany) als treballadors de diverses nacionalitats que van ser contractats durant la dècada de 1960 per les autoritats de la República Federal d'Alemanya.
A mitjan segle xx Alemanya estava immersa en la seva reconstrucció després de la Segona Guerra Mundial i la seva economia estava en plena reactivació, el denominat miracle alemany. Aconseguit la plena ocupació, el país s'enfrontava a un dèficit de mà d'obra de baixa qualificació, sobretot per a activitats relacionades amb la mineria, la siderúrgia, la indústria automobilística i la reconstrucció de ciutats i edificis. Les autoritats van engegar a partir de 1955 un programa per captar treballadors -gairebé tots homes- d'altres països d'Europa amb l'ajuda d'oficines d'ocupació i acords de contractació bilaterals. Els primers treballadors que es van contractar en aquesta època procedien d'Itàlia, Espanya, Iugoslàvia i, en menor mesura, de Grècia. A partir de 1960 van venir també Gastarbeiter de Turquia i Portugal. El 1964 Alemanya va rebre al "Gastarbeiter un milió", que va ser obsequiat amb un ciclomotor. Als països proveïdors de mà d'obra es van sumar posteriorment Tunísia, el Marroc i Corea del Sud. Amb Filipines es van signar contractes per a ocupacions relacionades amb la cura de malalts. El 1971 es va arribar fins i tot a contractar un Gastarbeiter anglès. Al setembre d'aquest mateix any, els Gastarbeiter eren ja més del 10% de la població activa d'Alemanya.
Normalment no es considera Gastarbeiter als immigrants que treballaven a Alemanya acollint-se a la legislació de la Comunitat Econòmica Europea (Bèlgica, França, Països Baixos), ni a aquells el contracte dels quals no ho establís específicament encara sent estrangers (Àustria, Suïssa, Anglaterra, Estats Units). No obstant això, el nombre de treballadors sota aquestes circumstàncies va ser testimonial en comparació del de Gastarbeiter.

## Discussió sobre el terme
La paraula Gastarbeiter ("treballador convidat") va ser encunyada per substituir a Fremdarbeiter ("treballador estranger"), llastrada pel seu ús en temps del Nacionalsocialisme. El fet que la paraula inclogui el concepte "convidat" parla per si mateix. A l'Alemanya d'aquella època es preveia una estada provisional ("principi de rotació") de la mà d'obra contractada. Però d'altra banda, permetre treballar a un convidat sembla contravenir l'hospitalitat més bàsica. La literatura alemanya moderna escrita per autors procedents del món dels Gastarbeiter es fa ressò d'això i instrumentalitza el paradoxal i irònic del terme. Al contrari del que va ocórrer amb els polonesos que van emigrar per treballar en la mineria durant la industrialització de la Conca del Ruhr, els anomenats Ruhrpolen, en el cas dels Gastarbeiter cap de les parts, ni la població local ni els propis treballadors, desitjaven una integració i un establiment permanents. Per tant, el "principi de rotació" pretès per les autoritats no va trobar amb prou feines resistència en els primers anys d'immigració.
Ja a principis dels 70, el concepte va ser considerat problemàtic pels sociòlegs, en veure-ho com a eufemístic. El 1972, l'emissora pública WDR va convocar un concurs per trobar una paraula més adequada, rebent 32.000 propostes. Des de llavors va augmentar l'ús de "treballadors estrangers" (ausländische Arbeitnehmer) i, més tard, algunes publicacions serioses van començar a parlar de "immigrants treballadors" (Arbeitmigranten).

## Desenvolupament
Des de principis dels anys 1950 es feia palès a Alemanya la falta de mà d'obra en certs sectors. L'alt nombre de morts i presoners de la guerra, juntament amb el de jueus assassinats i exiliats limitava la potencial població activa. Especialment, el sector de la mineria acusava un alt grau d'abandó per part de recentment contractats en favor d'altres ocupacions amb condicions menys dures. Les empreses del sector i van buscar treballadors a Àustria entre els refugiats transilvans. Malgrat tot, la nòmina de nous treballadors va seguir sent baixa. En el Ministeri Federal d'Economia es va plantejar llavors contractar mà d'obra italiana, però la proposta es va trobar amb l'oposició dels patrons, que temien un baix rendiment laboral i la propagació d'idees comunistes.
A la tardor de 1953 el govern italià va oferir obrers a Alemanya. D'aquesta manera buscaven utilitzar l'excés de població activa per compensar el seu dèficit comercial. El govern federal va reaccionar amb cautela. El Ministre de Treball Antón Storch preferia portar aturats alemanys de regions deprimides. Per la seva banda, el Ministre d'Economia Ludwig Erhard defensava la posició contrària. El 1954 va començar una campanya de premsa amb l'objectiu de sotmetre el tema a debat públic. Simultàniament, el govern d'Itàlia va engegar la negociació de les condicions per a l'exportació de treballadors. En el curs d'aquestes, es van determinar el mètode d'elecció, de pagament i la possibilitat de reagrupació del nucli familiar.
A l'estiu de 1955 el govern federal va canviar la seva postura oficial. En aquells moments es planejava organitzar la ‘’Bundeswehr’’ i instaurar el servei militar obligatori, la qual cosa limitaria encara més la mà d'obra disponible. A més, a França i Suïssa s'estava discutint també portar obrers d'Itàlia. Una primera estimació de 1956 va xifrar en 800.000 el nombre de treballadors necessaris. El 20 de desembre de 1955 es va signar l'acord entre tots dos països.
El juliol del 1954 els ‘’Gastarbeiter’’ representaven el 0,4% de la població activa alemanya. Aquesta xifra va començar a augmentar al voltant de 1960 (1,5%) fins a arribar al 10,3% el 1971. En construir-se el Mur de Berlín, la RFA va perdre una important font de treballadors, la RDA. Al mateix temps l'economia seguia creixent, de manera que es van intensificar les contractacions i va haver d'expandir-se la recerca a altres països.
Al principi, els treballadors immigrats vivien en males condicions, amuntegats en barracons. No obstant això, en 1960 van començar les reagrupacions familiars. Per 1975, la Federació Alemanya de Sindicats situava el nombre de ‘’Gastarbeiter‘’ en 2,67 milions. Si es té en compte als familiars no productius dels treballadors immigrants i a les persones procedents de fora d'Alemanya que treballaven per compte propi, es pot calcular que el 1980 el nombre d'estrangers al país era de 3 milions, que en aquells dies corresponia amb el 5% de la població. El 1973 es va resoldre detenir les contractacions a causa de l'estat vacil·lant de la conjuntura econòmica i a la crisi del petroli.

## Situació en la RDA
A la República Democràtica Alemanya els anomenats Vertragsarbeitnehmer ("treballadors contractats") van tenir un paper similar. El 1989 hi havia 94.000 d'aquests treballadors establerts a la RDA, dos terços dels quals eren de procedència vietnamita. Altres països a proporcionar mà d'obra a la RDA van ser Cuba, Moçambic, Polònia i Angola. Eren contractats per empreses de l'Alemanya comunista per períodes de cinc anys. Els Vertragsarbeitnehmer vivien en colònies d'habitatges especials. En cap cas es va preveure integrar a aquests obrers, que sovint amb prou feines sabien alemany, en la societat de la RDA, si bé en alguns casos aïllats aquesta integració sí va tenir lloc.

## Conseqüències
El concepte va perdre rellevància el 1964 amb l'abandó del principi de rotació. Els antics Gastarbeiter són considerats avui immigrants de primera generació.

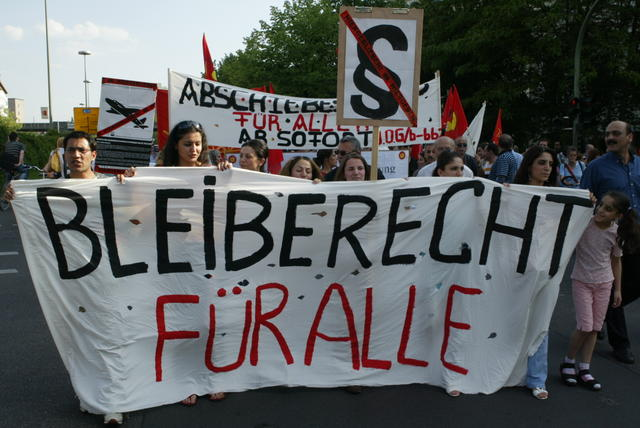
Immigrants a Alemanya exigint el permís de residència.

Ja a principis dels 70 va quedar palès que la pretensió inicial d'acotar en el temps l'estada a Alemanya dels treballadors era errònia. El model de rotació va caure per la pressió de la patronal, que volia estalviar-se els costos periòdics d'aprenentatge de nous immigrants que aquest model comportava. Es van redactar lleis per regular la reagrupació familiar dels Gastarbeiter, opció que va ser usada per molts d'ells. El 1973 van deixar de contractar-se Gastarbeiter, fins a l'any 2000, quan va entrar en funcionament la Greencard, un programa per reclutar fora d'Europa especialistes en àmbits relacionats amb les tecnologies de la informació. Amb tot això, Alemanya s'ha convertit de facto en un país receptor d'immigrants. Algunes veus crítiques amb l'actuació de l'estat defensen que el reconeixement legal d'aquestes persones no ha estat correctament enfocades, dificultant la seva integració.

## Gastarbeiter famosos
Fills de Gastarbeiter:
- Tarkan
- Andreas Bourani
- Bruno Labbadia
- Robert Prosinečki
- Robert i Niko Kovač
- Kristijan Golubović